# Tainaste
Tainaste (árabe تاينست) es una localidad y comuna rural de la provincia de Taza, en la región de Fez-Mequinez. Según el censo de 2012, tenía una población total de 1.963 personas.